# Elizabeth Hosking
Elizabeth Hosking (Longueuil, 22 de julio de 2001) es una deportista canadiense que compite en snowboard, especialista en la prueba de halfpipe.
Ganó una medalla de plata en el Campeonato Mundial de Snowboard de 2023. Participó en dos Juegos Olímpicos de Invierno, en los años 2018 y 2022, ocupando el sexto lugar en Pekín 2022 en su especialidad.

## Medallero internacional
| Campeonato Mundial | Campeonato Mundial  | Campeonato Mundial | Campeonato Mundial |
| Año                | Lugar               | Medalla            | Prueba             |
| ------------------ | ------------------- | ------------------ | ------------------ |
| 2023               | Bakuriani (Georgia) | Medalla de plata   | Halfpipe           |